# Santa Maria Hoè
Santa Maria Hoè är en ort och kommun i provinsen Lecco i regionen Lombardiet i Italien. Kommunen hade 2 169 invånare (2018).